# PFM-1

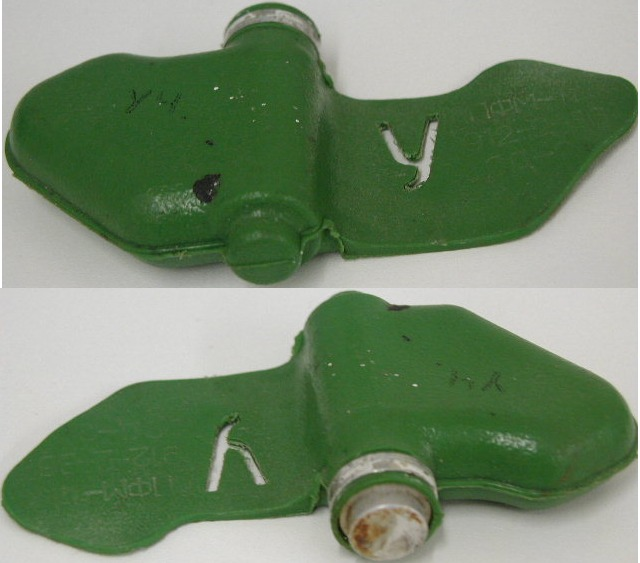
PFM-1
"у"の切り欠きは模擬弾であることを示す
（Photo credit:Juergen Lumpp）

PFM-1レペルストク（ロシア語：ПФМ-1，противопехотная фугасная мина-1 «Лепесток»）は、ソビエト連邦軍で開発された空中散布式の対人地雷である。
「レペルストク」は花びらの意味で、一般には「花びら地雷」として知られている。北大西洋条約機構（NATO）ではグリーン・パロット（Green parrot、「緑のオウム」の意）、ウクライナではペタル（Petal）と呼んでいた。

## 概要
アメリカ軍のBLU-43を元に、1975年に開発された。
アフガニスタン侵攻作戦でこの地雷が使用された際、この独特の形状と色彩から子供が興味を持って散布されたものを拾ってしまい爆発、死傷する事件が多数発生した。そのため、西側のメディアを中心に「悪魔の兵器」の別称が使われることもある。また、対人地雷全般の問題点として、戦闘員と民間人の区別なく爆発するほか、残った不発弾により戦闘終了の復興の妨げになる。
ワシリー・ネベンジャ・ロシア国連大使は、国連の会議で地雷の見えにくさ、気づきにくさをデモンストレーションし、住宅地では子どもが玩具と間違えて拾い、被害を受ける危険性を指摘したことがあるが、この地雷についてよく語られる「子どもが玩具と間違えて手に取るようにこのような外見にした」という説は誤りで、この形状は空中散布時に空気抵抗によって効率的に拡散する形状を追求した結果である。

## 実戦での使用
| 触るな! PFM-1およびPFS-1S* 圧力作動式爆発対人地雷 * プラスチック製 * サイズ 11×6×2cm * 5kgの重量で作動 * 遠隔地から設置された地雷 * 地雷は緑と茶色に塗装されている。 * 自爆機構を搭載 近づいたり動かしたりするな! |

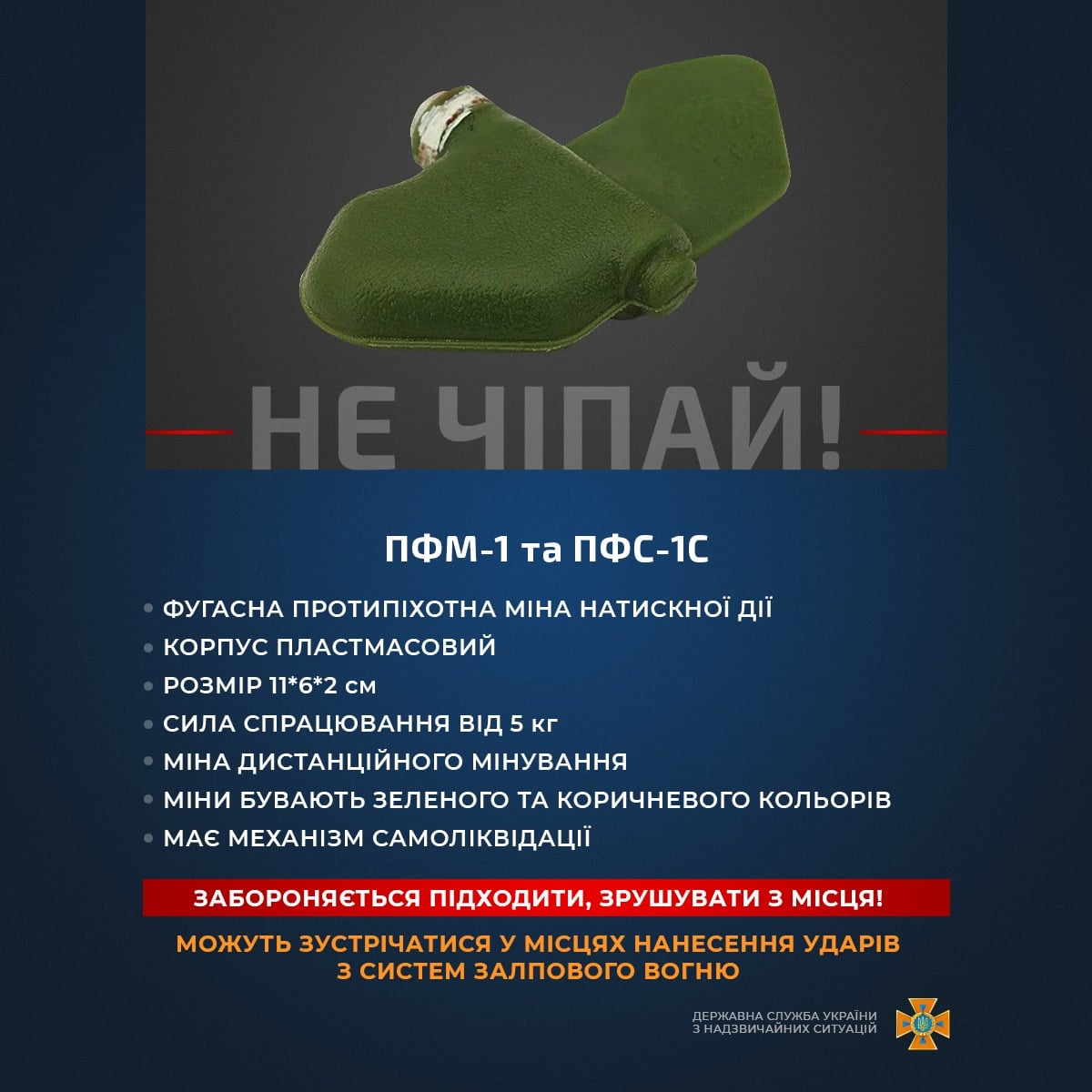
ウクライナ国家非常事態庁が公式フェイスブックに挙げた、PFM-1に対する警告

2022年に始まったロシアによるウクライナ侵攻でも用いられたことが確認されており、民間人の負傷者も出ている。ロシア側のメディアによると、ロシアの影響下にあるドネツク人民共和国（ウクライナ名：ドネツィク州）の「ウクライナ戦犯問題管理調整共同センター」は、2022年2月17日以降ウクライナ軍がドネツクに対しPFM-1を用い、子ども6人を含む90人が負傷したと発表した。ヒューマン・ライツ・ウォッチは、ウクライナ軍がロシアが占領中のイジュームのロシア軍施設周辺でPFM-1を用いた可能性を指摘した。ウクライナは2005年に対人地雷禁止条約を批准しており、ロシア側メディアとヒューマン・ライツ・ウォッチは、PFM-1の使用はウクライナの条約違反だと主張している。しかし、ファクトチェック組織のWojownicy Klawiaturyによってロシア側からの主張のソースには真偽不明のものや証拠不十分なものが多く含まれていることが指摘されており、詳細な真相は不明である。
ウクライナ軍ではロシア軍が散布したPFM-1による兵士の負傷が多発しており、これはウクライナの反攻を妨げたと報じられている。ウクライナ軍によりPFM-1の不発弾が回収されることがあり、ウクライナ国家非常事態庁は公式SNSで注意を喚起する投稿を行っている。現在ウクライナにはPFM-1を含む様々な地雷や不発弾が散らばっており、これらをすべて撤去するには数百年かかるという試算もある。

## 構造
本体はポリエチレン樹脂製で、炸薬として液体爆薬が入っている。散布にはBM-27多連装ロケット砲やヘリコプター、航空機が用いられ、対人地雷弾頭に約300発のPFM-1が充填される。一般的に知られる地雷は円形をしているものが多いが、この地雷の特徴的な形態は、空中散布時に空気抵抗によって落下時の安定性と効率的な拡散を計るためのものである。塗装はカーキ色と明るい緑色があるが、後者は不発時や作戦終了による地雷撤去時の発見をしやすくするために、視認性を向上させるためのものである。
信管は時限開放式となっており、散布時に安全ピンが外されてから40分で作動状態になる。このため、安全装置を解除してから空中散布しても、落下の衝撃で起爆しないようになっている。信管が作動状態になった後、本体に5Kg以上の圧力がかかると起爆する。圧力は踏むだけではなく、拾って投げ捨てたところ爆発した例がある。
一旦信管が作動状態になったら解除することはできないが、改良型のPFM-1Sでは安全ピンが外されて80時間が経過すると信管が自動的に作動して自爆し、長期にわたって信管作動状態で放置されないようになっている。ただし、開発側の実験結果によれば、正常に自爆装置が作動する確率は85%に留まったという。

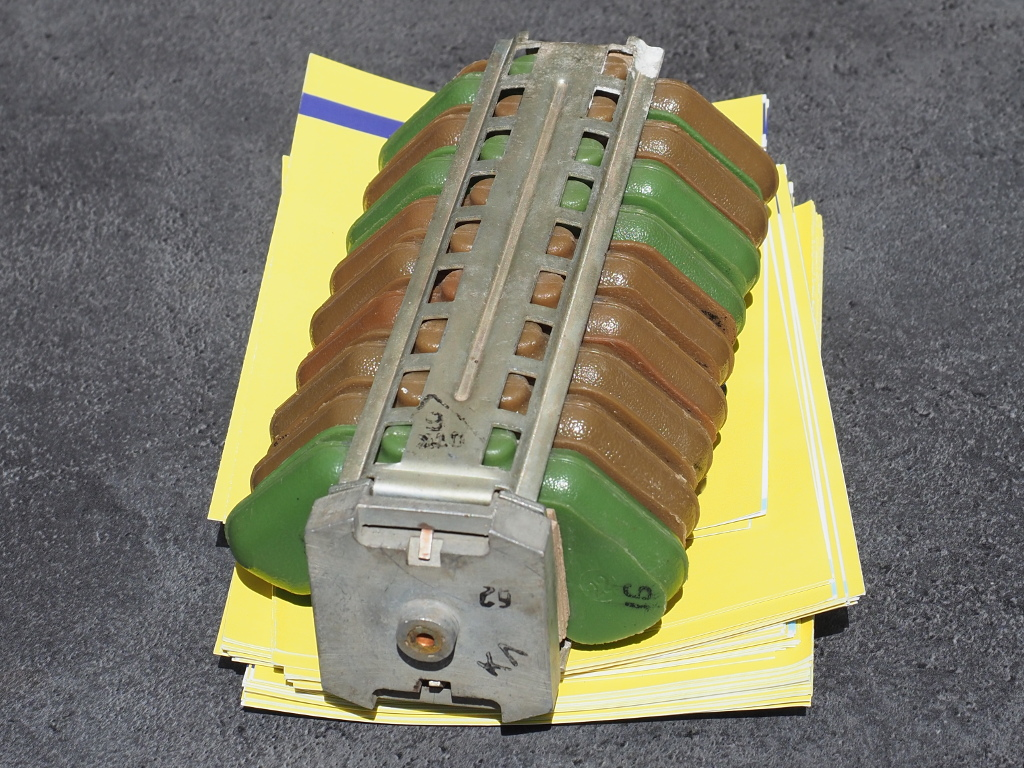
クリップに収められたPFM-1
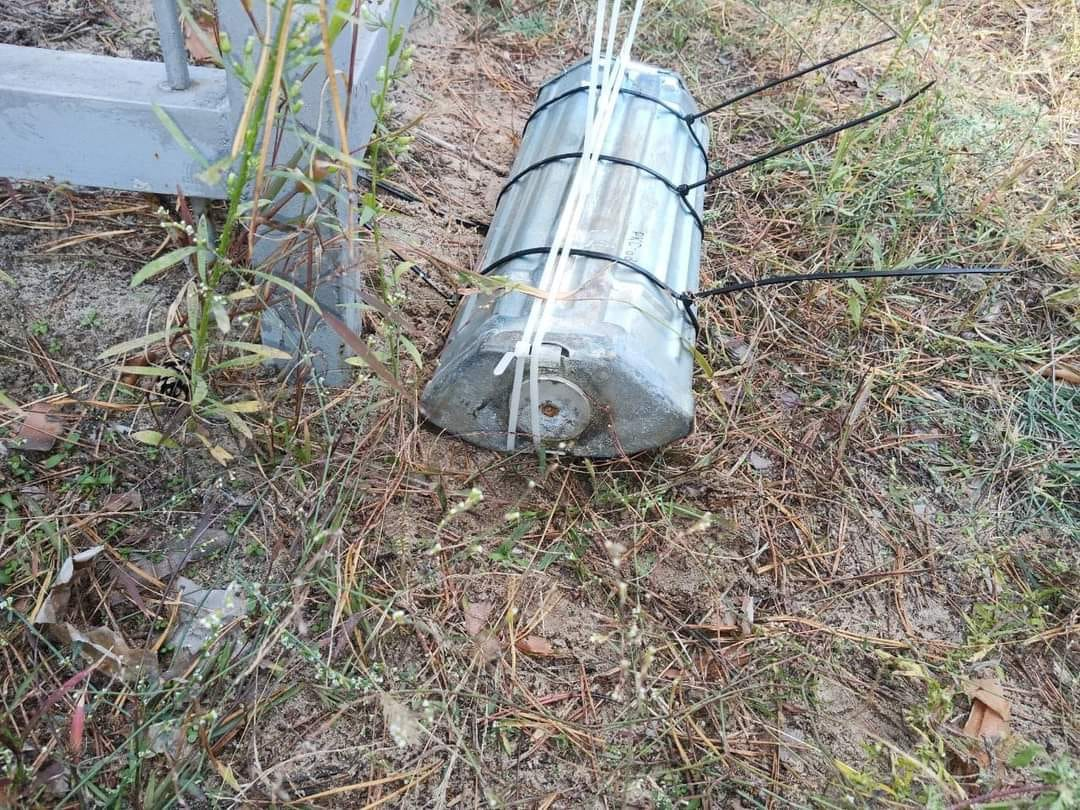
飛散せずにクリップごと回収されたPFM-1
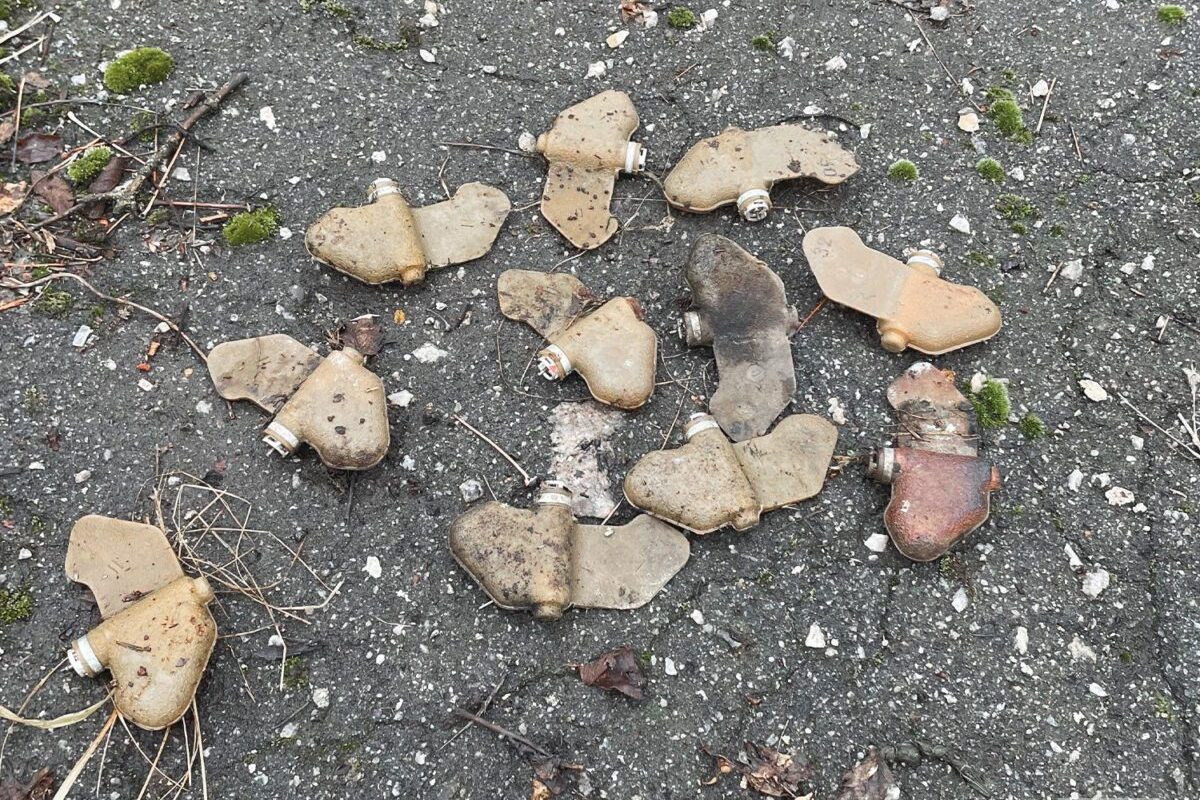
ウクライナ軍の工兵が回収したPFM-1

## 性能諸元
- 重量：75g

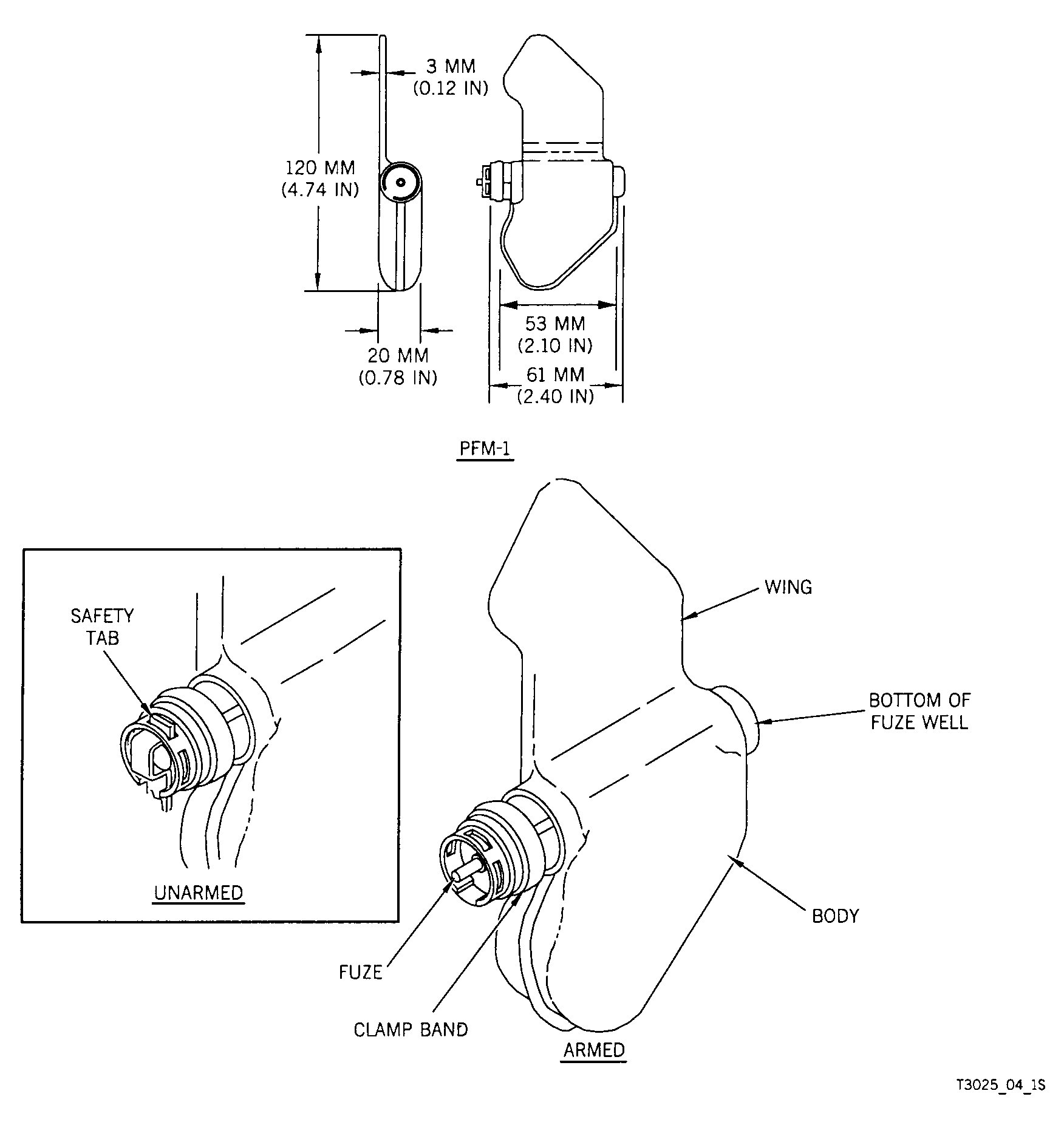
各部の説明

- 内容物：VS6-D（またはVS-60D）液体爆薬37g
- 信管：MVDM/VGM-572
- 全長：120mm
- 全幅：20mm
- 全高：61mm
- 起爆圧力：5-25kg